# Troisième district congressionnel du Mississippi
Le 3e district congressionnel du Mississippi couvre les parties centrales de l'État et s'étend de la frontière de la Louisiane à l'ouest jusqu'à la frontière de l'Alabama à l'est.
Les grandes villes du district comprennent Meridian, Starkville et Pearl. Il comprend également la plupart des parties les plus riches de Jackson, y compris la partie de la ville située dans le Comté de Rankin. Le district comprend l'Université d'État du Mississippi à Starkville.
De la création d'un État à l'élection de 1846, le Mississippi a élu des Représentants dans tout l'État sur un seul bulletin. Ce district a été redéfini en fonction de l'évolution de la population de l'État.
Son Représentant actuel est le Républicain Michael Guest.

## Géographie
Le 3e district comprend l'intégralité des comtés suivants à l'exception d'Oktibbeha, qu'il partage avec le 1er, Hinds et Madison, qu'il partage avec le 2e district, et Jones, qu'il partage avec le 4e. Les communautés du Comté d'Oktibbeha dans le 3e comprennent Starkville et Longview ; Les communautés du Comté de Jones comprennent Sandersville, Sharon et une partie de Laurel ; et les communautés du Comté de Madison comprennent Madison, Ridgeland, la majeure partie de Gluckstadt et des parties de Canton et Flora. La partie du district du Comté de Hinds comprend l'est de Jackson.
| #   | Comté           | Siège                 | Population |
| --- | --------------- | --------------------- | ---------- |
| 23  | Clarke          | Quitman               | 15 228     |
| 31  | Covington       | Collins               | 18 059     |
| 49  | Hinds           | Jackson, Raymond      | 214 870    |
| 61  | Jasper          | Bay Springs, Paulding | 16 013     |
| 65  | Jefferson Davis | Prentiss              | 10 969     |
| 67  | Jones           | Laurel, Ellisville    | 66 250     |
| 69  | Kemper          | De Kalb               | 8584       |
| 75  | Lauderdale      | Meridian              | 70 527     |
| 77  | Lawrence        | Monticello            | 11 741     |
| 85  | Lincoln         | Brookhaven            | 34 702     |
| 89  | Madison         | Canton                | 112 511    |
| 91  | Marion          | Columbia              | 24 224     |
| 99  | Neshoba         | Philadelphia          | 28 789     |
| 101 | Newton          | Decatur               | 21 019     |
| 103 | Noxubee         | Macon                 | 9914       |
| 105 | Oktibbeha       | Starkville            | 51 203     |
| 113 | Pike            | Magnolia              | 39 394     |
| 121 | Rankin          | Brandon               | 160 417    |
| 123 | Scott           | Forest                | 27 507     |
| 127 | Simpson         | Mendenhall            | 25 715     |
| 129 | Smith           | Raleigh               | 14 099     |
| 147 | Walthall        | Tylertown             | 13 863     |
| 159 | Winston         | Louisville            | 17 416     |

## Historique de vote
| Année | Poste           | Résultats                  |
| ----- | --------------- | -------------------------- |
| 2000  | Président       | Bush 67,0 % – 32,0 %       |
| 2004  | Président       | Bush 65,0 % – 34,0 %       |
| 2008  | Président       | McCain 61,0 % – 38,0 %     |
| 2012  | Président       | Romney 60,0 % – 39,0 %     |
| 2016  | Président       | Trump 61,0 % – 37,0 %      |
| 2018  | Sénat           | Wicker 62,0 % - 36,0 %     |
| 2018  | Sénat (Spécial) | Hyde-Smith 58,0 % - 42,0 % |
| 2019  | Gouverneur      | Reeves 53,0 % - 45,0 %     |
| 2020  | Président       | Trump 60,0 % – 39,0 %      |
| 2020  | Sénat           | Hyde-Smith 58,0 % - 41,0 % |

## Liste des Représentants du district
| Membre                          | Parti       | Années                             | Congrès     | Histoire électorale | Zone géographique                     |
| ------------------------------- | ----------- | ---------------------------------- | ----------- | --- | ------------------------------------- |
| District établit le 4 mars 1847 |             |                                    |             | |                                       |
| Patrick Watson Tompkins (en)    | Whig        | 4 mars 1847 - 3 mars 1849          | 30e         | Élu en 1846. Retrait. |                                       |
| William McWillie (en)           | Démocrate   | 3 décembre 1849 - 3 mars 1851      | 31e         | Élu en 1848. Perds sa réélection en tant que candidat Southern Rights. |                                       |
| John D. Freeman (en)            | Unionist    | 4 mars 1851 - 3 mars 1853          | 32e         | Élu en 1851. Retrait. |                                       |
| Otho Robards Singleton (en)     | Démocrate   | 4 mars 1853 - 3 mars 1855          | 33e         | Élu en 1853. Redécoupage vers le 4e district et perds sa réélection. |                                       |
| William Barksdale               | Démocrate   | 4 mars 1855 - 12 janvier 1861      | 34e - 36e   | Redécoupage depuis le district at-large et réélu en 1855. Réélu en 1857. Réélu en 1859. Retrait à cause de la Guerre de Sécession.                                                                                                |                                       |
| Vacant                          | Vacant      | 12 janvier 1861 - 8 avril 1870     | 36e 36e     | Guerre de Sécession et Reconstruction | Guerre de Sécession et Reconstruction |
| Henry Barry (en)                | Républicain | 8 avril 1870 - 3 mars 1875         | 41e - 43e   | Élu en 1869 pour finir le mandat ainsi que le mandat suivant. Réélu en 1872. Retrait. |                                       |
| Hernando D. Money (en)          | Démocrate   | 4 mars 1875 - 3 mars 1883          | 44e - 47e   | Élu en 1874. Réélu en 1876. Réélu en 1878. Réélu en 1880. Redécoupage vers le 4e district. |                                       |
| Elza Jeffords (en)              | Républicain | 4 mars 1883 - 3 mars 1885          | 48e         | Élu en 1882. Retrait. |                                       |
| Thomas C. Catchings (en)        | Démocrate   | 4 mars 1885 - 3 mars 1901          | 49e - 56e   | Élu en 1884. Réélu en 1886. Réélu en 1888. Réélu en 1890. Réélu en 1892. Réélu en 1894. Réélu en 1896. Réélu en 1898. Retrait. |                                       |
| Patrick Stevens Henry (en)      | Démocrate   | 4 mars 1901 - 3 mars 1903          | 57e         | Élu en 1900. Perds sa renomination. |                                       |
| Benjamin G. Humphreys II (en)   | Démocrate   | 4 mars 1903 - 16 octobre 1923      | 58e - 68e   | Élu en 1902. Réélu en 1904. Réélu en 1906. Réélu en 1908. Réélu en 1910. Réélu en 1912. Réélu en 1914. Réélu en 1916. Réélu en 1918. Réélu en 1920. Réélu en 1922. Décès.                                                         |                                       |
| Vacant                          | Vacant      | 16 octobre 1923 - 27 novembre 1923 | 68e         | |                                       |
| William Y. Humphreys (en)       | Démocrate   | 27 novembre 1923 - 3 mars 1925     | 68e         | Élu pour terminer le mandat de son père. |                                       |
| William M. Whittington (en)     | Démocrate   | 4 mars 1925 - 3 janvier 1951       | 69e - 81e   | Élu en 1924. Réélu en 1926. Réélu en 1928. Réélu en 1930. Réélu en 1932. Réélu en 1934. Réélu en 1936. Réélu en 1938. Réélu en 1940. Réélu en 1942. Réélu en 1944. Réélu en 1946. Réélu en 1948. Retrait.                         |                                       |
| Frank E. Smith (en)             | Démocrate   | 3 janvier 1951 - 14 novembre 1962  | 82e - 87e   | Élu en 1950. Réélu en 1952. Réélu en 1954. Réélu en 1956. Réélu en 1958. Réélu en 1960. Retrait et démissionne pour devenir membre du Comité des Directeurs de la Tennessee Valley Authority.                                     |                                       |
| Vacant                          | Vacant      | 14 novembre 1962 - 3 janvier 1963  | 87e         | |                                       |
| John Bell Williams (en)         | Démocrate   | 3 janvier 1963 - 16 janvier 1968   | 88e - 90e   | Redécoupage depuis le 4e district et réélu en 1962. Réélu en 1964. Réélu en 1966. Démissionne lorsqu'élu Gouverneur du Mississippi.                                                                                               |                                       |
| Vacant                          | Vacant      | 16 janvier 1968 - 12 mars 1968     | 90e         | |                                       |
| Charles Hudson Griffin (en)     | Démocrate   | 12 mars 1968 - 3 janvier 1973      | 90e - 92e   | Élu pour finir le mandat de Williams. Réélu en 1968. Réélu en 1970. Retrait. |                                       |
| Sonny Montgomery (en)           | Démocrate   | 3 janvier 1973 - 3 janvier 1997    | 93e - 104e  | Redécoupage depuis le 4e district et réélu en 1972. Réélu en 1974. Réélu en 1976. Réélu en 1978. Réélu en 1980. Réélu en 1982. Réélu en 1984. Réélu en 1986. Réélu en 1988. Réélu en 1990. Réélu en 1992. Réélu en 1994. Retrait. |                                       |
| Chip Pickering (en)             | Républicain | 3 janvier 1997 - 3 janvier 2009    | 105e - 110e | Élu en 1996. Réélu en 1998. Réélu en 2000. Réélu en 2002. Réélu en 2004. Réélu en 2006. Retrait. |                                       |
| Chip Pickering (en)             | Républicain | 3 janvier 1997 - 3 janvier 2009    | 105e - 110e | Élu en 1996. Réélu en 1998. Réélu en 2000. Réélu en 2002. Réélu en 2004. Réélu en 2006. Retrait. | 2003–2013                             |
| Gregg Harper                    | Républicain | 3 janvier 2009 - 3 janvier 2019    | 111e - 115e | Élu en 2008. Réélu en 2010. Réélu en 2012. Réélu en 2014. Réélu en 2016. Retrait. |                                       |
| Gregg Harper                    | Républicain | 3 janvier 2009 - 3 janvier 2019    | 111e - 115e | Élu en 2008. Réélu en 2010. Réélu en 2012. Réélu en 2014. Réélu en 2016. Retrait. | 2013–2023                             |
| Michael Guest                   | Républicain | 3 janvier 2019 - Présent           | 116e - 118e | Élu en 2018. Réélu en 2020. Réélu en 2022. |                                       |
| Michael Guest                   | Républicain | 3 janvier 2019 - Présent           | 116e - 118e | Élu en 2018. Réélu en 2020. Réélu en 2022. | 2023–Présent                          |

## Résultats des récentes élections
Voici les résultats des dix précédents cycles électoraux dans le district.

### 2004
| Élection de 2004 du 3e district congressionnel du Mississippi | Élection de 2004 du 3e district congressionnel du Mississippi | Élection de 2004 du 3e district congressionnel du Mississippi | Élection de 2004 du 3e district congressionnel du Mississippi | Élection de 2004 du 3e district congressionnel du Mississippi |
| ------------------------------------------------------------- | ------------------------------------------------------------- | ------------------------------------------------------------- | ------------------------------------------------------------- | ------------------------------------------------------------- |
| Parti                                                         | Parti                                                         | Candidat                                                      | Votes                                                         | %                                                             |
|                                                               | Républicain                                                   | Chip Pickering (en) (sortant)                                 | 234 874                                                       | 80,06                                                         |
|                                                               | Indépendant                                                   | Jim Giles                                                     | 40 426                                                        | 13,78                                                         |
|                                                               | Réforme                                                       | Carroll Grantham                                              | 18 068                                                        | 6,16                                                          |
| Total des votes                                               | Total des votes                                               | Total des votes                                               | 293 368                                                       | 100%                                                          |
|                                                               | Les Républicains conservent                                   |                                                               |                                                               |                                                               |

### 2006
| Élection de 2006 du 3e district congressionnel du Mississippi | Élection de 2006 du 3e district congressionnel du Mississippi | Élection de 2006 du 3e district congressionnel du Mississippi | Élection de 2006 du 3e district congressionnel du Mississippi | Élection de 2006 du 3e district congressionnel du Mississippi |
| ------------------------------------------------------------- | ------------------------------------------------------------- | ------------------------------------------------------------- | ------------------------------------------------------------- | ------------------------------------------------------------- |
| Parti                                                         | Parti                                                         | Candidat                                                      | Votes                                                         | %                                                             |
|                                                               | Républicain                                                   | Chip Pickering (en) (sortant)                                 | 125 421                                                       | 77,61                                                         |
|                                                               | Indépendant                                                   | Jim Giles                                                     | 25 999                                                        | 16,10                                                         |
|                                                               | Réforme                                                       | Lamonica L. Magee                                             | 10 060                                                        | 6,23                                                          |
| Total des votes                                               | Total des votes                                               | Total des votes                                               | 161 480                                                       | 100%                                                          |
|                                                               | Les Républicains conservent                                   |                                                               |                                                               |                                                               |

### 2008
| Élection de 2008 du 3e district congressionnel du Mississippi | Élection de 2008 du 3e district congressionnel du Mississippi | Élection de 2008 du 3e district congressionnel du Mississippi | Élection de 2008 du 3e district congressionnel du Mississippi | Élection de 2008 du 3e district congressionnel du Mississippi |
| ------------------------------------------------------------- | ------------------------------------------------------------- | ------------------------------------------------------------- | ------------------------------------------------------------- | ------------------------------------------------------------- |
| Parti                                                         | Parti                                                         | Candidat                                                      | Votes                                                         | %                                                             |
|                                                               | Républicain                                                   | Gregg Harper                                                  | 213 171                                                       | 62,54                                                         |
|                                                               | Démocrate                                                     | Joel Gill                                                     | 127 698                                                       | 37,46                                                         |
| Total des votes                                               | Total des votes                                               | Total des votes                                               | 340 869                                                       | 100%                                                          |
|                                                               | Les Républicains conservent                                   |                                                               |                                                               |                                                               |

### 2010
| Élection de 2010 du 3e district congressionnel du Mississippi | Élection de 2010 du 3e district congressionnel du Mississippi | Élection de 2010 du 3e district congressionnel du Mississippi | Élection de 2010 du 3e district congressionnel du Mississippi | Élection de 2010 du 3e district congressionnel du Mississippi |
| ------------------------------------------------------------- | ------------------------------------------------------------- | ------------------------------------------------------------- | ------------------------------------------------------------- | ------------------------------------------------------------- |
| Parti                                                         | Parti                                                         | Candidat                                                      | Votes                                                         | %                                                             |
|                                                               | Républicain                                                   | Gregg Harper (sortant)                                        | 132 393                                                       | 67,99                                                         |
|                                                               | Démocrate                                                     | Joel Gill                                                     | 60 737                                                        | 31,19                                                         |
|                                                               | Réforme                                                       | Tracella Lou O'Hara Hill                                      | 1586                                                          | 0,81                                                          |
| Total des votes                                               | Total des votes                                               | Total des votes                                               | 194 716                                                       | 100%                                                          |
|                                                               | Les Républicains conservent                                   |                                                               |                                                               |                                                               |

### 2012
| Élection de 2012 du 3e district congressionnel du Mississippi | Élection de 2012 du 3e district congressionnel du Mississippi | Élection de 2012 du 3e district congressionnel du Mississippi | Élection de 2012 du 3e district congressionnel du Mississippi | Élection de 2012 du 3e district congressionnel du Mississippi |
| ------------------------------------------------------------- | ------------------------------------------------------------- | ------------------------------------------------------------- | ------------------------------------------------------------- | ------------------------------------------------------------- |
| Parti                                                         | Parti                                                         | Candidat                                                      | Votes                                                         | %                                                             |
|                                                               | Républicain                                                   | Gregg Harper (sortant)                                        | 234 717                                                       | 80,0                                                          |
|                                                               | Réforme                                                       | Tracella Lou O'Hara Hill                                      | 58 605                                                        | 20,0                                                          |
| Total des votes                                               | Total des votes                                               | Total des votes                                               | 293 322                                                       | 100%                                                          |
|                                                               | Les Républicains conservent                                   |                                                               |                                                               |                                                               |

### 2014
| Élection de 2014 du 3e district congressionnel du Mississippi | Élection de 2014 du 3e district congressionnel du Mississippi | Élection de 2014 du 3e district congressionnel du Mississippi | Élection de 2014 du 3e district congressionnel du Mississippi | Élection de 2014 du 3e district congressionnel du Mississippi |
| ------------------------------------------------------------- | ------------------------------------------------------------- | ------------------------------------------------------------- | ------------------------------------------------------------- | ------------------------------------------------------------- |
| Parti                                                         | Parti                                                         | Candidat                                                      | Votes                                                         | %                                                             |
|                                                               | Républicain                                                   | Gregg Harper (sortant)                                        | 117 771                                                       | 68,9                                                          |
|                                                               | Démocrate                                                     | Doug Magee                                                    | 47 744                                                        | 27,9                                                          |
|                                                               | Indépendant                                                   | Roger Gerrard                                                 | 3890                                                          | 2,3                                                           |
|                                                               | Réforme                                                       | Barbara Washer                                                | 1541                                                          | 0,9                                                           |
| Total des votes                                               | Total des votes                                               | Total des votes                                               | 170 946                                                       | 100%                                                          |
|                                                               | Les Républicains conservent                                   |                                                               |                                                               |                                                               |

### 2016
| Élection de 2016 du 3e district congressionnel du Mississippi | Élection de 2016 du 3e district congressionnel du Mississippi | Élection de 2016 du 3e district congressionnel du Mississippi | Élection de 2016 du 3e district congressionnel du Mississippi | Élection de 2016 du 3e district congressionnel du Mississippi |
| ------------------------------------------------------------- | ------------------------------------------------------------- | ------------------------------------------------------------- | ------------------------------------------------------------- | ------------------------------------------------------------- |
| Parti                                                         | Parti                                                         | Candidat                                                      | Votes                                                         | %                                                             |
|                                                               | Républicain                                                   | Gregg Harper (sortant)                                        | 209 490                                                       | 66,2                                                          |
|                                                               | Démocrate                                                     | Dennis Quinn                                                  | 96 101                                                        | 30,4                                                          |
|                                                               | Indépendant                                                   | Roger Gerrard                                                 | 8696                                                          | 2,7                                                           |
|                                                               | Réforme                                                       | Lajena Sheets                                                 | 2158                                                          | 0,7                                                           |
| Total des votes                                               | Total des votes                                               | Total des votes                                               | 316 445                                                       | 100%                                                          |
|                                                               | Les Républicains conservent                                   |                                                               |                                                               |                                                               |

### 2018
| Élection de 2018 du 3e district congressionnel du Mississippi | Élection de 2018 du 3e district congressionnel du Mississippi | Élection de 2018 du 3e district congressionnel du Mississippi | Élection de 2018 du 3e district congressionnel du Mississippi | Élection de 2018 du 3e district congressionnel du Mississippi |
| ------------------------------------------------------------- | ------------------------------------------------------------- | ------------------------------------------------------------- | ------------------------------------------------------------- | ------------------------------------------------------------- |
| Parti                                                         | Parti                                                         | Candidat                                                      | Votes                                                         | %                                                             |
|                                                               | Républicain                                                   | Michael Guest                                                 | 160 284                                                       | 62,3                                                          |
|                                                               | Démocrate                                                     | Michael Evans                                                 | 94 461                                                        | 36,7                                                          |
|                                                               | Réforme                                                       | Matthew Holland                                               | 2526                                                          | 1,0                                                           |
| Total des votes                                               | Total des votes                                               | Total des votes                                               | 257 271                                                       | 100%                                                          |
|                                                               | Les Républicains conservent                                   |                                                               |                                                               |                                                               |

### 2020
| Élection de 2020 du 3e district congressionnel du Mississippi | Élection de 2020 du 3e district congressionnel du Mississippi | Élection de 2020 du 3e district congressionnel du Mississippi | Élection de 2020 du 3e district congressionnel du Mississippi | Élection de 2020 du 3e district congressionnel du Mississippi |
| ------------------------------------------------------------- | ------------------------------------------------------------- | ------------------------------------------------------------- | ------------------------------------------------------------- | ------------------------------------------------------------- |
| Parti                                                         | Parti                                                         | Candidat                                                      | Votes                                                         | %                                                             |
|                                                               | Républicain                                                   | Michael Guest (sortant)                                       | 221 064                                                       | 64,7                                                          |
|                                                               | Démocrate                                                     | Dorothy "Dot" Benford                                         | 120 782                                                       | 35,3                                                          |
| Total des votes                                               | Total des votes                                               | Total des votes                                               | 341 846                                                       | 100%                                                          |
|                                                               | Les Républicains conservent                                   |                                                               |                                                               |                                                               |

### 2022
La Primaire Démocrate a été annulée. Shuwaski Young (D) avance vers l'Élection Générale.
| Primaire Républicaine de 2022 du 3e district congressionnel du Mississippi | Primaire Républicaine de 2022 du 3e district congressionnel du Mississippi | Primaire Républicaine de 2022 du 3e district congressionnel du Mississippi | Primaire Républicaine de 2022 du 3e district congressionnel du Mississippi | Primaire Républicaine de 2022 du 3e district congressionnel du Mississippi |
| -------------------------------------------------------------------------- | -------------------------------------------------------------------------- | -------------------------------------------------------------------------- | -------------------------------------------------------------------------- | -------------------------------------------------------------------------- |
| Parti                                                                      | Parti                                                                      | Candidat                                                                   | Votes                                                                      | %                                                                          |
|                                                                            | Républicain                                                                | Michael Guest (sortant)                                                    | 23 675                                                                     | 47,5                                                                       |
|                                                                            | Républicain                                                                | Michael Cassidy                                                            | 23 407                                                                     | 46,9                                                                       |
|                                                                            | Républicain                                                                | Thomas Griffin                                                             | 2785                                                                       | 5,6                                                                        |

| Second Tour de la Primaire Républicaine de 2022 du 3e district congressionnel du Mississippi | Second Tour de la Primaire Républicaine de 2022 du 3e district congressionnel du Mississippi | Second Tour de la Primaire Républicaine de 2022 du 3e district congressionnel du Mississippi | Second Tour de la Primaire Républicaine de 2022 du 3e district congressionnel du Mississippi | Second Tour de la Primaire Républicaine de 2022 du 3e district congressionnel du Mississippi |
| -------------------------------------------------------------------------------------------- | -------------------------------------------------------------------------------------------- | -------------------------------------------------------------------------------------------- | -------------------------------------------------------------------------------------------- | -------------------------------------------------------------------------------------------- |
| Parti                                                                                        | Parti                                                                                        | Candidat                                                                                     | Votes                                                                                        | %                                                                                            |
|                                                                                              | Républicain                                                                                  | Michael Guest (sortant)                                                                      | 47 007                                                                                       | 67,4                                                                                         |
|                                                                                              | Républicain                                                                                  | Michael Cassidy                                                                              | 22 713                                                                                       | 32,6                                                                                         |

| Élection de 2022 du 3e district congressionnel du Mississippi | Élection de 2022 du 3e district congressionnel du Mississippi | Élection de 2022 du 3e district congressionnel du Mississippi | Élection de 2022 du 3e district congressionnel du Mississippi | Élection de 2022 du 3e district congressionnel du Mississippi |
| ------------------------------------------------------------- | ------------------------------------------------------------- | ------------------------------------------------------------- | ------------------------------------------------------------- | ------------------------------------------------------------- |
| Parti                                                         | Parti                                                         | Candidat                                                      | Votes                                                         | %                                                             |
|                                                               | Républicain                                                   | Michael Guest (sortant)                                       | 132 481                                                       | 70,74                                                         |
|                                                               | Démocrate                                                     | Shuwaski Young                                                | 54 803                                                        | 29,26                                                         |
| Total des votes                                               | Total des votes                                               | Total des votes                                               | 187 284                                                       | 100%                                                          |
|                                                               | Les Républicains conservent                                   |                                                               |                                                               |                                                               |

### 2024
| Primaire Républicaine de 2024 du 3e district congressionnel du Mississippi | Primaire Républicaine de 2024 du 3e district congressionnel du Mississippi | Primaire Républicaine de 2024 du 3e district congressionnel du Mississippi | Primaire Républicaine de 2024 du 3e district congressionnel du Mississippi | Primaire Républicaine de 2024 du 3e district congressionnel du Mississippi |
| -------------------------------------------------------------------------- | -------------------------------------------------------------------------- | -------------------------------------------------------------------------- | -------------------------------------------------------------------------- | -------------------------------------------------------------------------- |
| Parti                                                                      | Parti                                                                      | Candidat                                                                   | Votes                                                                      | %                                                                          |
|                                                                            | Républicain                                                                | Michael Guest (sortant)                                                    | 66 559                                                                     | 100%                                                                       |

| Élection de 2024 du 3e district congressionnel du Mississippi | Élection de 2024 du 3e district congressionnel du Mississippi | Élection de 2024 du 3e district congressionnel du Mississippi | Élection de 2024 du 3e district congressionnel du Mississippi | Élection de 2024 du 3e district congressionnel du Mississippi |
| ------------------------------------------------------------- | ------------------------------------------------------------- | ------------------------------------------------------------- | ------------------------------------------------------------- | ------------------------------------------------------------- |
| Parti                                                         | Parti                                                         | Candidat                                                      | Votes                                                         | %                                                             |
|                                                               | Républicain                                                   | Michael Guest (sortant)                                       | TBD                                                           | TBD                                                           |
| Total des votes                                               | Total des votes                                               | Total des votes                                               | TBD                                                           | 100%                                                          |
|                                                               |                                                               |                                                               |                                                               |                                                               |